# Шихман, Шабтай
Шабтай Шихман (ивр. שבתאי שיכמן‎; 10 сентября 1915, Колки, Волынская область — 9 января 1987, Израиль) — израильский политический и общественный деятель, депутат кнессета 4-го и 5-го созывов от движения «Херут» и блока «ГАХАЛ».

## Биография
Родился 10 сентября 1915 года в местечке Колки (Волынская губерния, ныне Украина) в семье Аббы Шихмана и его жены Ривки. Учился в гимназии «Тарбут» в Ковеле. Был активистом движения «Бейтар», возглавлял отделение организации в Ковеле, был членом регионального штаба организации на Волыни.
В 1935 году репатриировался в Подмандатную Палестину. В 1935—1941 годах был секретарем организации «ха-Овед ха-Леуми». В 1949 году стал одним из основателей и первым генеральным директором жилищной компании «Сэла».
В 1959 году был избран депутатом кнессета 4-го созыва, а в 1961 году депутатом кнессета 5-го созыва от движения «Херут» и блока «ГАХАЛ». Был членом финансовой комиссии кнессета.
Скончался 9 января 1987 года.